# Philipp (Mecklenburg)

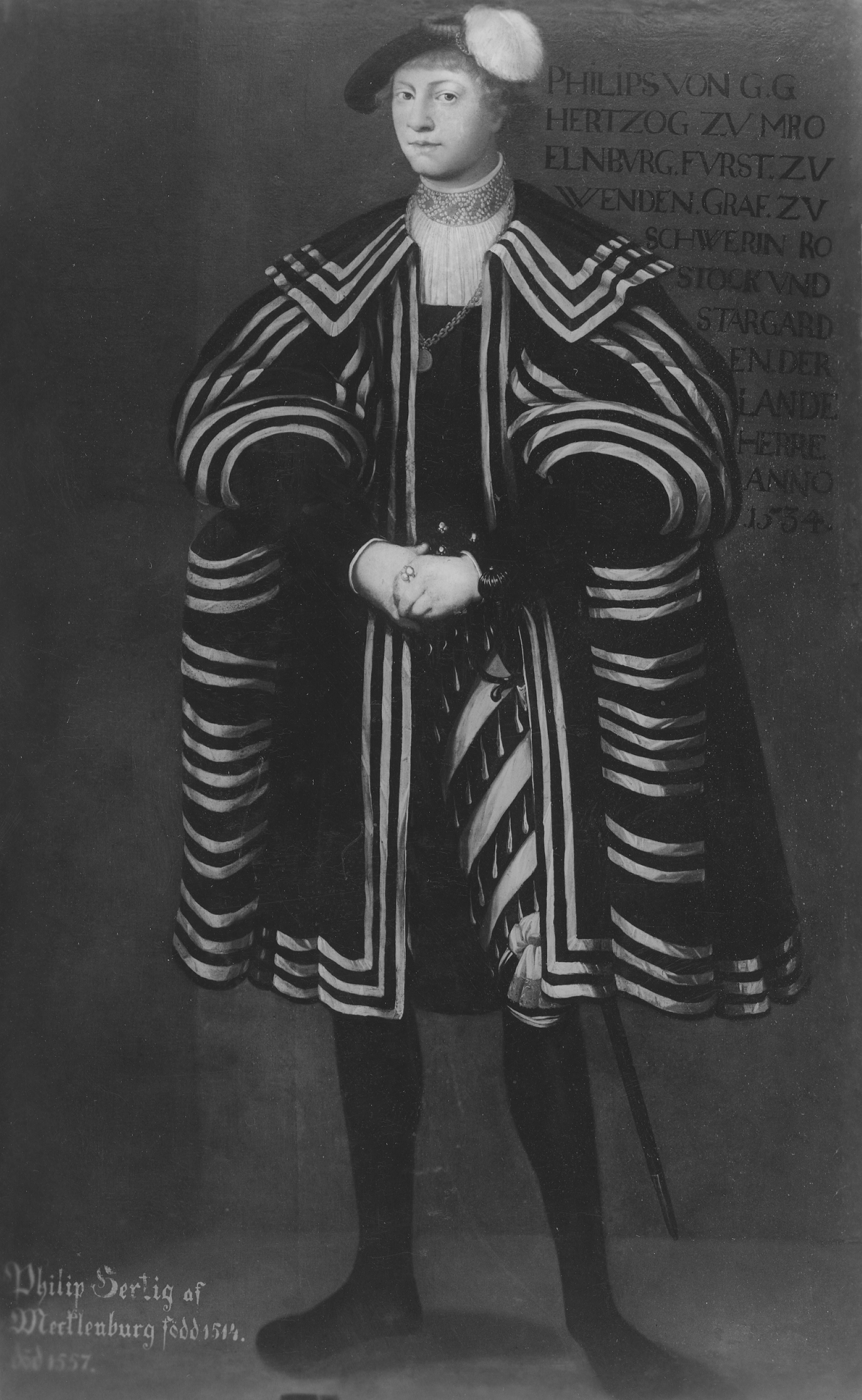
Philipp, Ölgemälde von David Frumerie im Schloss Gripsholm.

Philipp, Herzog zu Mecklenburg, mitunter fälschlich Philipp I. (* 12. September 1514 in Schwerin; † 4. Januar 1557 in Güstrow) war Herzog zu Mecklenburg [-Schwerin].

## Leben
Philipp war der jüngste Sohn des Herzogs Heinrich V. zu Mecklenburg und Helene, Tochter des Kurfürsten Philipp zu Pfalz. Infolge einer Verletzung beim Turnier war er lange Jahre hindurch geisteskrank und lebte nach dem Tod Heinrichs V. am Hof Herzog Ulrichs in Güstrow, wo er auch starb. Ob er aufgrund seiner Behinderung aktiv regiert hat, ist fraglich.
Er wurde im Doberaner Münster beigesetzt.